# Waldemar Sommertag
Waldemar Stanisław Sommertag (ur. 6 lutego 1968 w Więcborku) – polski duchowny rzymskokatolicki, doktor prawa kanonicznego, dyplomata watykański, arcybiskup, nuncjusz apostolski w Nikaragui w latach 2018–2022, nuncjusz apostolski w Senegalu, Republice Zielonego Przylądka, Gwinei Bissau i Mauretanii od 2022.

## Życiorys
Urodził się 6 lutego 1968 w Więcborku. Ukończył miejscowe liceum ogólnokształcące. Na prezbitera został wyświęcony 30 maja 1993 w bazylice katedralnej Wniebowzięcia Najświętszej Maryi Panny w Pelplinie przez miejscowego biskupa diecezjalnego Jana Bernarda Szlagę. Inkardynowany został do diecezji pelplińskiej. Uzyskał doktorat z prawa kanonicznego.
Od 1998 przygotowywał się do pracy w dyplomacji watykańskiej na Papieskiej Akademii Kościelnej, którą rozpoczął w 2000. Najpierw był asystentem w nuncjaturze apostolskiej w Tanzanii. Następnie pełnił funkcję sekretarza nuncjatur w Tanzanii (2001–2003), Nikaragui (2003–2005) oraz Bośni i Hercegowinie (2005–2009). Był także radcą w nuncjaturach w Bośni i Hercegowinie (2009–2010) i Izraelu (2010–2013). W 2013 został pracownikiem sekcji II Sekretariatu Stanu Stolicy Apostolskiej. W 2004 otrzymał godność kapelana Jego Świątobliwości, a w 2011 prałata honorowego Jego Świątobliwości.
15 lutego 2018 papież Franciszek mianował go nuncjuszem apostolskim w Nikaragui oraz arcybiskupem tytularnym Traiectum ad Mosam. Święcenia biskupie otrzymał 19 marca 2018 w bazylice św. Piotra w Rzymie. Głównym konsekratorem był papież Franciszek, a współkonsekratorami kardynałowie Pietro Parolin, sekretarz stanu Stolicy Apostolskiej, i Fernando Filoni, prefekt Kongregacji ds. Ewangelizacji Narodów. Jako zawołanie biskupie przyjął słowa „Secundum Cor Tuum” (Według Serca Twego). W efekcie napiętych stosunków między Kościołem katolickim a władzami państwowymi Nikaragui w marcu 2022 został zmuszony do opuszczenia misji dyplomatycznej w tym państwie.
6 września 2022 papież Franciszek mianował go nuncjuszem apostolskim w Senegalu, Republice Zielonego Przylądka, Gwinei Bissau i Mauretanii.
W 2025 konsekrował biskupa diecezjalnego Bafaty Víctora Luísa Quematchę.

## Odznaczenia
W 2016 nadano mu Order Infanta Henryka IV klasy (Komandor).